# Walter Yarwood
Walter Hawley Yarwood (* 19. September 1917 in Toronto, Ontario, Kanada; † 22. Dezember 1996 in Hamilton, Ontario) war ein kanadischer Maler und Bildhauer. Als Mitglied der Künstlergruppe Painters Eleven (1953–1960) gehörte er zu den Vorreitern der abstrakten Kunst in Kanada. Er begann seine Karriere als kommerzieller Künstler und wandte sich in den 1950er Jahren der abstrakten Malerei zu, bevor er 1960 aufgrund unbefriedigender Rezeption seiner Werke das Malen aufgab und sich der Bildhauerei widmete.

## Leben
Walter Yarwood wuchs in Toronto auf und besuchte die Western Technical High School, wo er seine erste künstlerische Ausbildung erhielt. In den 1940er Jahren arbeitete er als Werbegrafiker und malte in seiner Freizeit. 1953 schloss er sich der avantgardistischen Künstlergruppe Painters Eleven an, die sich der Förderung der abstrakten Malerei widmete und stark von der New Yorker Schule des Abstrakten Expressionismus beeinflusst war.
Nach der Auflösung von Painters Eleven 1960 wandte sich Yarwood enttäuscht von der Malerei ab und der Bildhauerei zu. Er arbeitete mit verschiedenen Materialien wie Stahl, Aluminium, Bronze und Fundstücken und wandte innovative Techniken wie die Oberflächenbehandlung mit Säure an. Zu seinen wichtigsten Werken zählen öffentliche Skulpturen wie „Cedars“ (1962) an der Universität von Toronto und „The Pines“ (1968) am Macdonald Block in Toronto. In den 1970er Jahren unterrichtete Yarwood Kunst und Design am Humber College in Toronto. Später zog er sich ins ländliche Port Rowan zurück, wo er sich wieder der Malerei zuwandte und mit Aquarellen und Ölbildern neue künstlerische Wege beschritt.
Zu seinen bekanntesten Werken zählen:
- Cedars (1962), Bronze, vor dem Gebäude der Pharmazie der Universität Toronto.
- Totem (1963), am Flughafen von Winnipeg.
- Horizons (1964), Relief an der Fassade der Sidney Smith Hall, Universität Toronto.
- The Pines (1968), Monumentalbronze, vor dem MacDonald Block, Toronto

## Mitgliedschaften und Auszeichnungen
Yarwood war Mitglied der Ontario Society of Artists, der Royal Canadian Academy of Arts und der Canadian Group of Painters. 1968 erhielt er den Structural Steel Award des National Design Council für seine Beiträge zur öffentlichen Kunst.